# Helleborus viridis
El eléboro verde, ballestera verde o hierba llavera (Helleborus viridis) es una especie de plantas de la familia de las ranunculáceas.

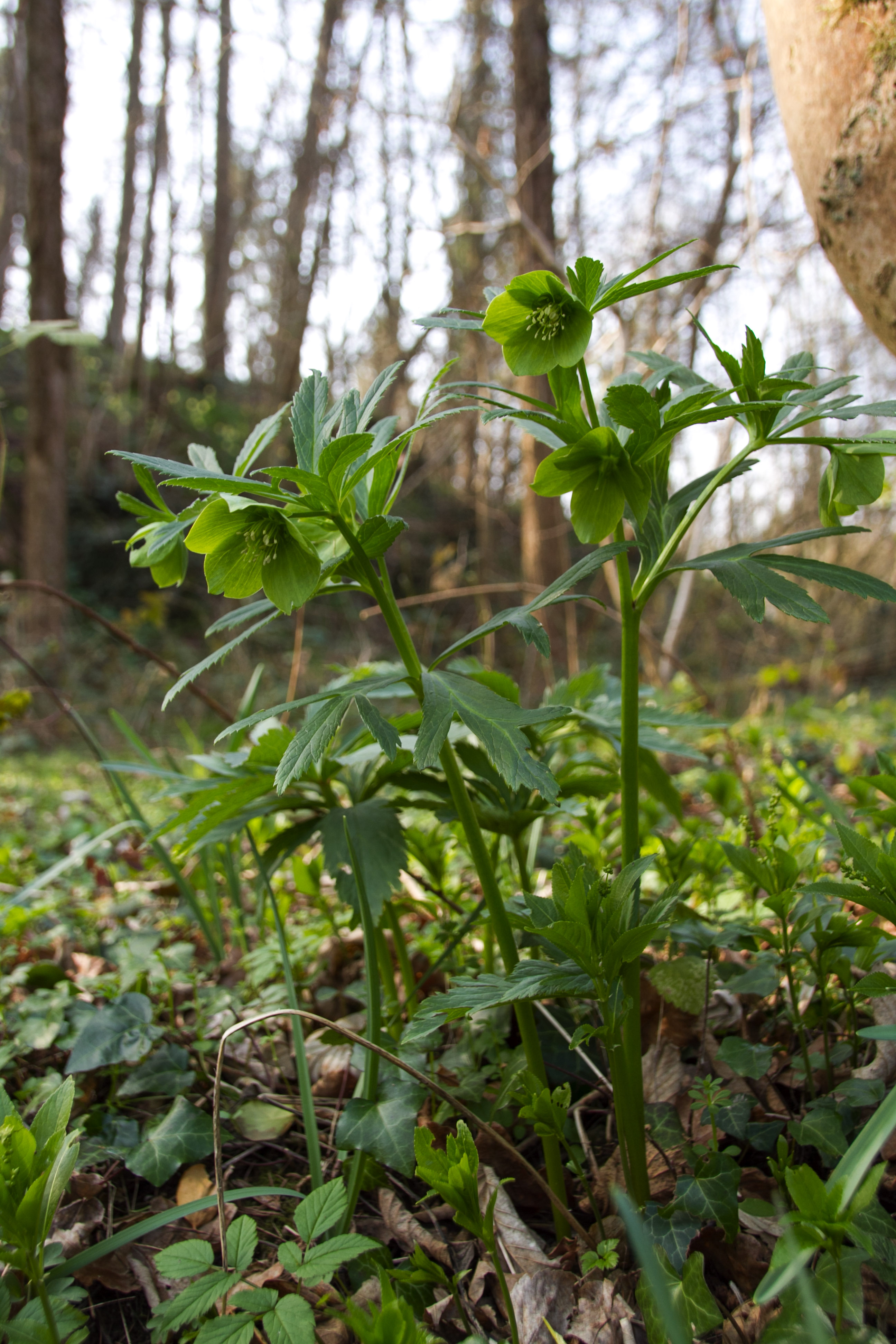
Vista de la planta

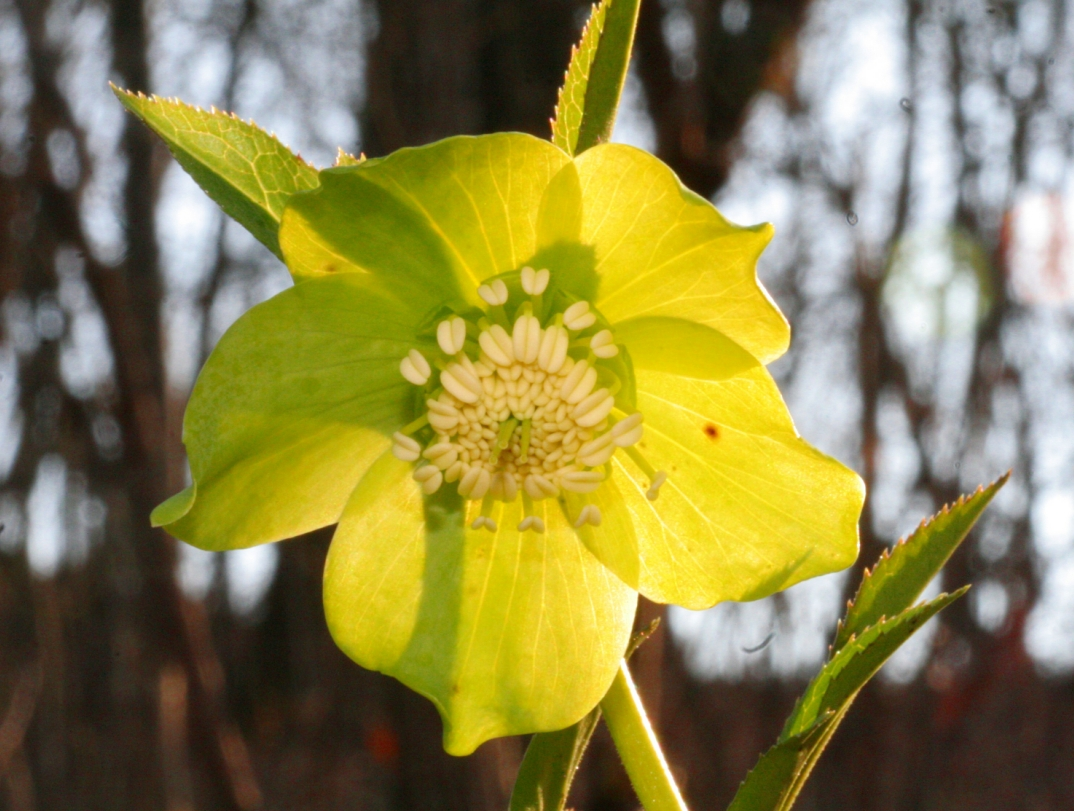
Detalle de la flor

## Hábitat
Es una planta nativa de la zona norte de España donde crece en laderas sombrías, barrancos, setos, claros de bosques o rocadales. Se encuentran hasta 1500 metros de altitud.

## Descripción
Es una planta herbácea perenne que alcanza 30-50 cm de altura. Hojas con segmentos lanceolados de color verde claro, fuertemente dentadas y con márgenes irregularmente serrado. Las flores son grandes, verdes y en grupos de 2 o 4, encontrándose en racimos lacios, florece en marzo-mayo.

## Propiedades
- Tiene acción cardiotónica pero es extremadamente tóxico, por lo que no se recomienda su uso.
- Se usa como antiparasitario en los jardines.
- En homeopatía se utiliza contra las afecciones biliares.

## Taxonomía
Helleborus viridis fue descrita por Carlos Linneo y publicado en Species Plantarum 1: 558, en el año 1753.
Citología
Número de cromosomas de Helleborus viridis (Fam. Ranunculaceae) y táxones infraespecíficos: 2n=32
Etimología
Ver: Helleborus
viridis: epíteto latíno que significa "verde"
Sinonimia
- Helleborus occidentalis Reut.
- Helleboraster viridis Moench
- Helleborus angustifolius Host
- Helleborus brevicaulis Jord. & Fourr.
- Helleborus pallidus Host
- Helleborus personati Masclef
- Helleborus vaginatus Kit. ex Steud.
- Helleborus viridiflorus Stokes[4]

## Nombres comunes
- Castellano: agüero, ballestera, barredero, castellada, chigüero, cornivario, eléboro fétido, eléboro verde, elebor, eleboro verde, heléboro, heléboro negro, heléboro verde, hierba de ballesteros, hierba del alobadado, hierba del alobado, hierba llavera, llave del año, ornavario, pie de grifo, sagüerro, tóxico, vedegambre de jardines, vedegambre fétido, vedegambre negro, vedegambre verde, yerba de ballesteros, yerba llavera.[5]